# Thomas Becker (canoë-kayak, 1967)
Pour les articles homonymes, voir Thomas Becker et Becker.
Thomas Becker, né le 6 juillet 1967 à Hilden, est un kayakiste allemand pratiquant le slalom.

## Palmarès

### Jeux olympiques
- Médaille de bronze aux Jeux olympiques de 1996 à Atlanta en K1.
- participation aux Jeux olympiques de 1992

### Championnats du monde
- Médaille d'or en 2002 à Bourg-Saint-Maurice en K1 par équipes.
- Médaille d'or en 1999 à Três Coroas en K1 par équipes.
- Médaille d'or en 1997 à La Seu d'Urgell en K1.
- Médaille de bronze en 1997 à Três Coroas en K1 par équipes.
- Médaille d'or en 1995 à Nottingham en K1 par équipes.
- Médaille d'argent en 1991 à Tacen en K1 par équipes.

### Championnats d'Europe
- Médaille d'or en 2002 à Bratislava en K1 par équipes.
- Médaille d'argent en 2000 à Mezzana en K1.
- Médaille d'or en 1998 à Roudnice nad Labem en K1 par équipes.
- Médaille d'argent en 1998 à Roudnice nad Labem en K1.
- Médaille d'or en 1996 à Augsbourg en K1 par équipes.